# リチャード・ウィルソン・ライリー
リチャード・ウィルソン・ライリー（英語：Richard Wilson Riley、1933年1月2日 - ）は、アメリカ合衆国の政治家。第111代サウスカロライナ州知事、第6代教育長官を務めた。

## 生い立ちと初期の経歴
1933年1月2日にサウスカロライナ州グリーンヴィル郡において誕生した。ライリーはグリーンヴィル高校を1950年に卒業し、1954年にファーマン大学を卒業した。ライリーは1954年から1955年までアメリカ合衆国海軍に所属し、掃海艇の通信士官を務めた。退役後は法律を学び、1956年まで連邦上院司法委員会で顧問を務めた。1956年からは父親が経営する法律事務所で働き、主にグリーンビルとシンプソンビルを活動範囲とした。1959年にサウスカロライナ大学法科大学院を卒業した。
1962年にサウスカロライナ州下院議員に選出され、翌1963年から1966年まで州下院議員を務めた。ライリーは1967年から1976年まで同州上院議員を務めた。1978年同州知事選挙において、ライリーは民主党の候補者の1人として名前を挙げられた。民主党内での議論の結果、民主党はライリーを公認候補として擁立した。ライリーは1978年11月の本選挙において、共和党候補エドワード・ヤングと戦った。総投票数の61.4パーセントの票を獲得したライリーは、第111代州知事に当選した。

## サウスカロライナ州知事
1979年1月10日にサウスカロライナ州知事に就任した。1980年の憲法改正を経て、新憲法下で実施された1982年州知事選挙でも再選を果たした。1987年1月まで、州知事を2期8年務めた。ライリーは州知事在任中、州内における核廃棄物の輸送を監視する核査察機関を創設した。これは1979年3月に発生したスリーマイル島原子力発電所事故を受けての対応であった。またライリー政権下の1983年、州上院において最初の黒人議員が誕生した。また1985年には州最高裁判所に最初の有色人種判事が誕生した。ライリーは州政府において、環境問題と教育に注力した。

## その後の経歴
ライリーは州知事を退任後、ビル・クリントン政権で教育長官に任命された。1993年から2001年まで長官を務め、退任後は弁護士として活動した。ま、
またライリーはカーネギー財団理事、ファーマン大学教授、ライリー研究所]顧問を務めた。